# Xylophanes media
Xylophanes media is een vlinder uit de familie van de pijlstaarten (Sphingidae). De wetenschappelijke naam van de soort werd in 1903 gepubliceerd door Lionel Walter Rothschild & Heinrich Ernst Karl Jordan.

## Beschrijving

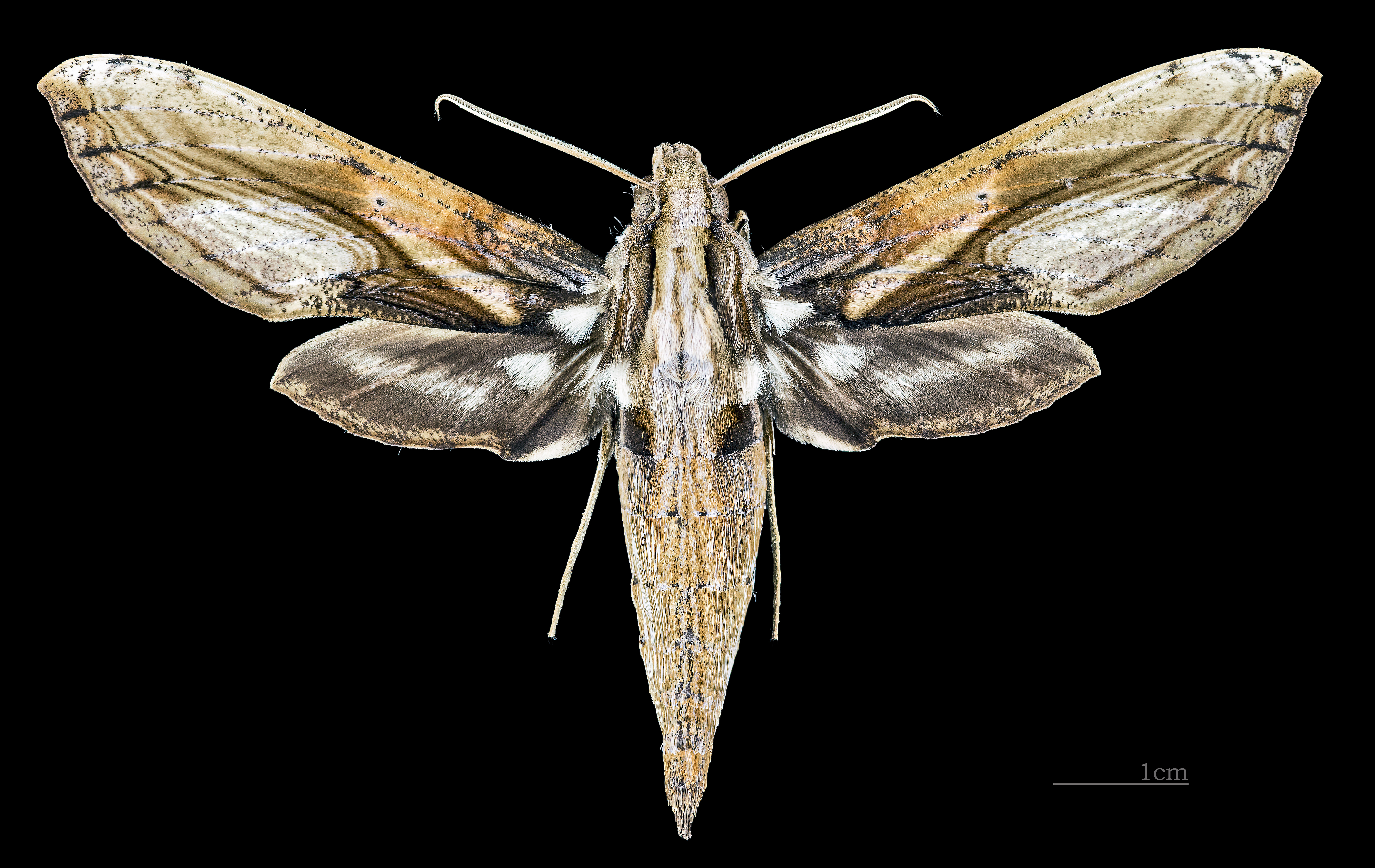
♂
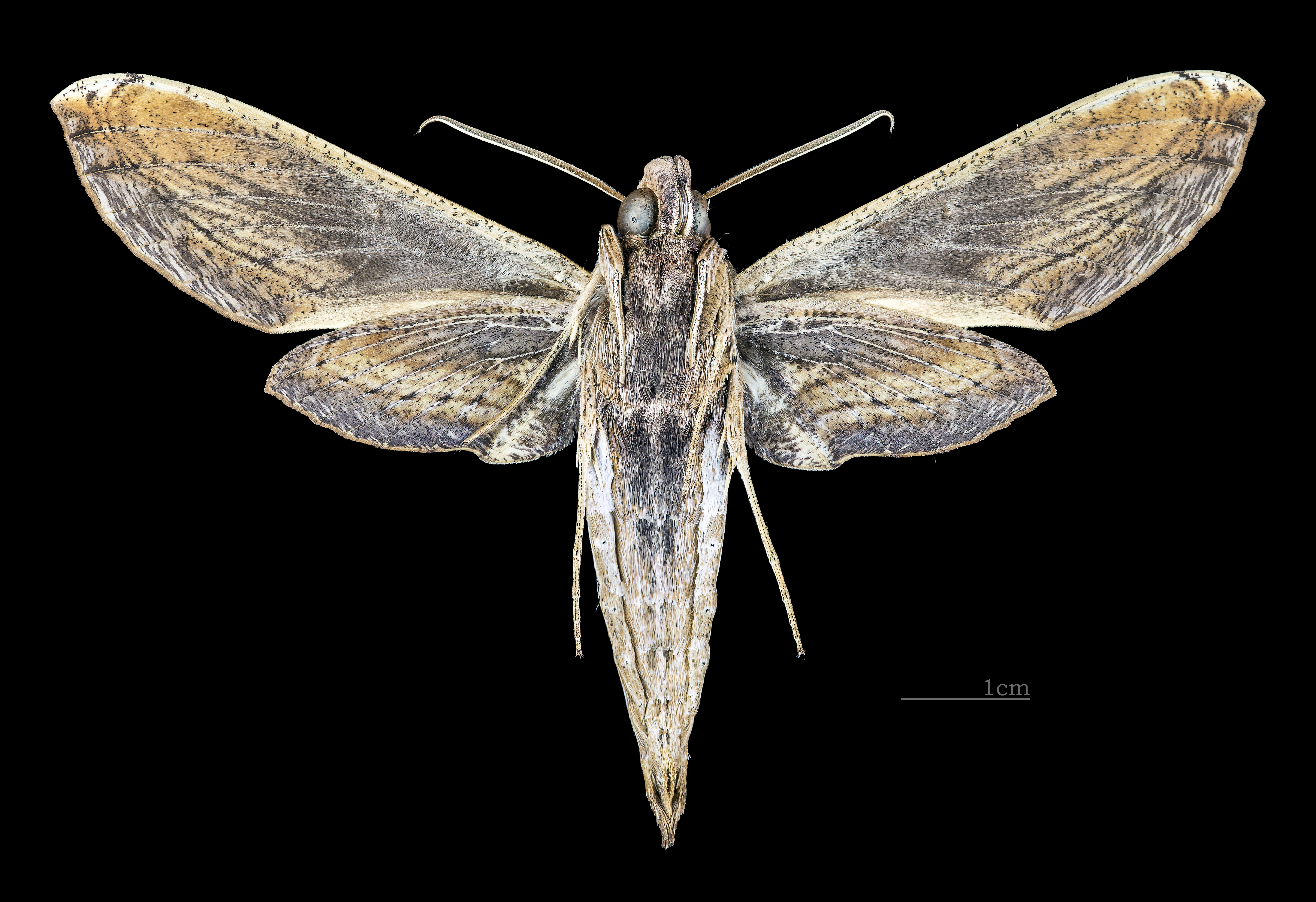
♂ △
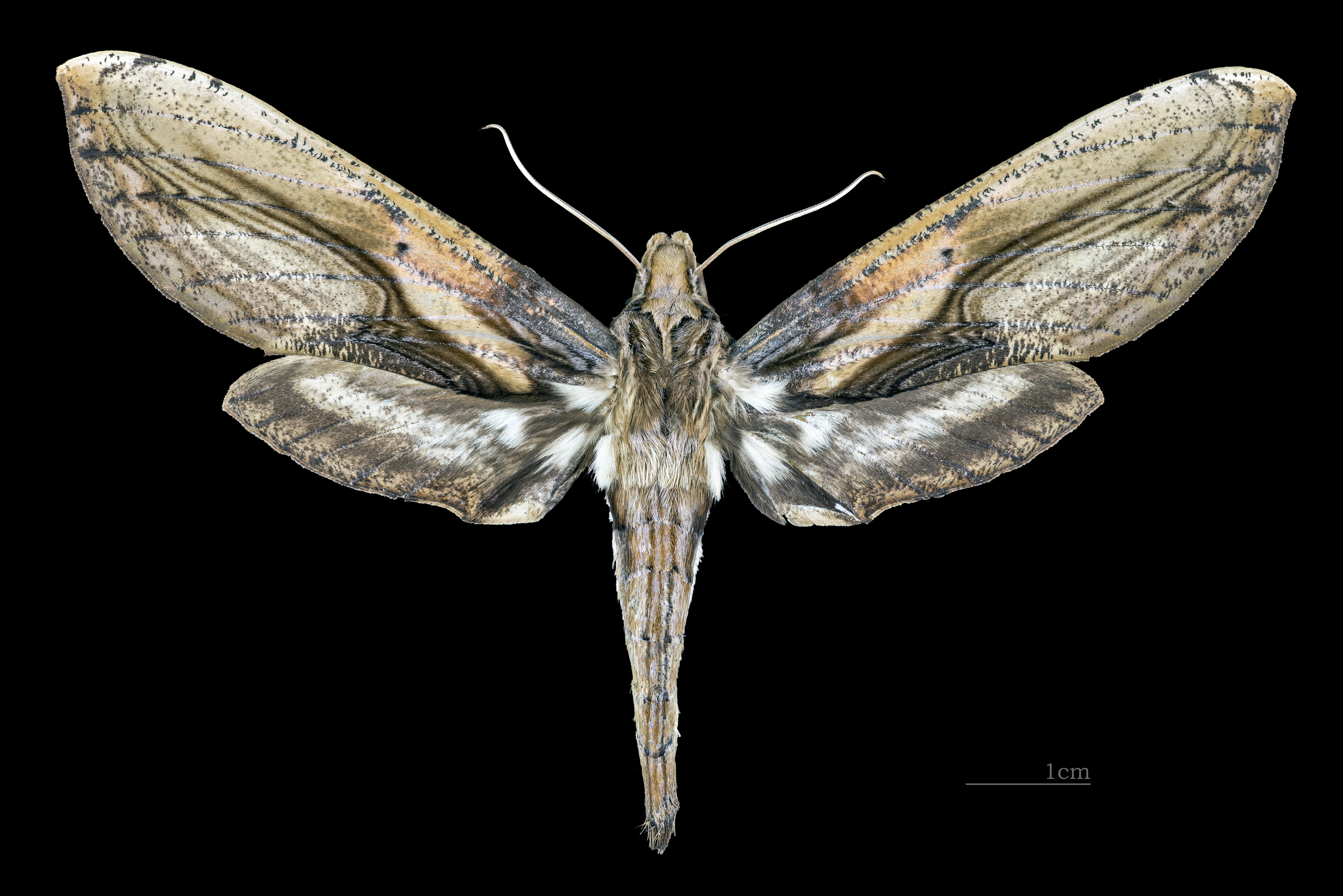
♀
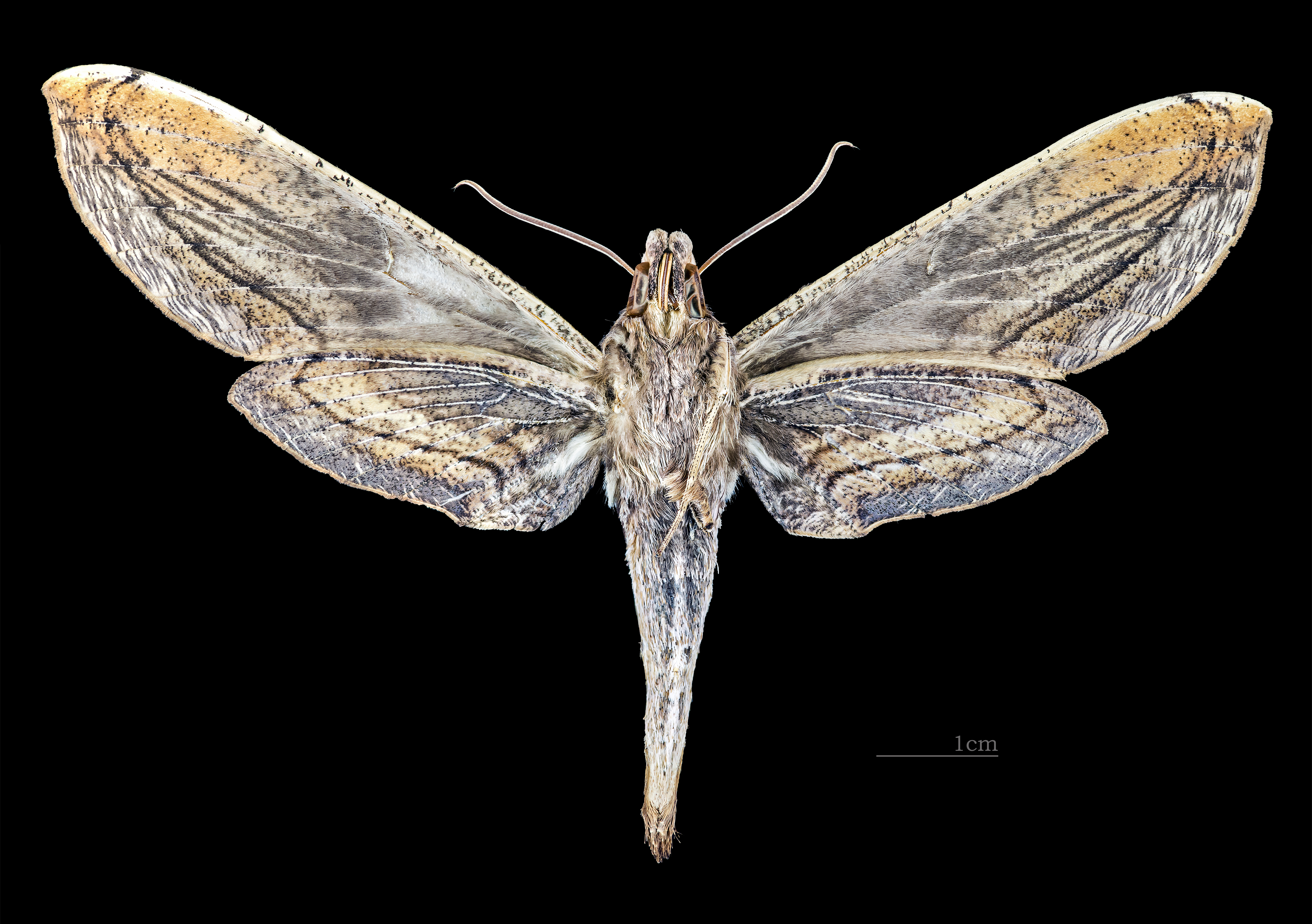
♀ △